# ジャパノイズ
ジャパノイズ (Japanoise / Japanoize) は、ノイズミュージックの中で、特に日本のミュージシャンによって作成された楽曲及びミュージシャン、バンド自身を指すものである。特に1990年代前後のムーブメントを指す場合が多い。日本ではなく海外で生まれた言葉であり、英語で『日本』を意味する"Japan"とノイズミュージックの"Noise"を掛け合わせた造語である。